# Distant (2024)
Distant é um filme americano de 2024, do gênero comédia de ficção científica, dirigido por Will Speck e Josh Gordon a partir de um roteiro de Spenser Cohen. É estrelado por Anthony Ramos, Naomi Scott e Zachary Quinto. O filme é uma produção conjunta entre a DreamWorks Pictures, Amblin Entertainment, Automatik Entertainment e Six Foot Turkey Productions. Foi filmado em meio à pandemia de COVID-19 em Budapeste, Hungria.
Distant foi produzido em 2020 e estreou no Vietnã em 12 de julho de 2024.

## Elenco
- Anthony Ramos como Andy Ramírez
- Naomi Scott como Naomi Calloway
- Zachary Quinto como a voz do traje de sobrevivência de IA de Andy
- Kristofer Hivju como Dwayne

## Produção
Em 21 de fevereiro de 2019, a Amblin Partners anunciou que havia comprado Distant, um roteiro de Spenser Cohen. Em agosto de 2019, foi relatado que a dupla de diretores Will Speck e Josh Gordon dirigiriam o filme, com Brian Kavanaugh-Jones, Fred Berger e Anna Halberg como produtores. Em dezembro de 2019, Anthony Ramos se juntou ao elenco. Rachel Brosnahan foi escalada em fevereiro de 2021, mas depois desistiu do projeto devido a conflitos de agenda, ela foi substituída por Naomi Scott em agosto de 2020. Em outubro de 2020, foi relatado que Kristofer Hivju havia sido adicionado ao elenco. Em julho de 2021, foi confirmado que Zachary Quinto também estrelaria. Em maio de 2021, o filme ainda estava em pós-produção.

### Filmagens
As filmagens começaram em Budapeste, Hungria, em 21 de setembro de 2020. Como resultado da pandemia de COVID-19, o elenco e a equipe seguiram vários protocolos de segurança, incluindo procedimentos de "higienização extensiva", uso de máscaras faciais e distanciamento social. As filmagens foram concluídas em 13 de novembro de 2020.

## Música
Steven Price compôs a trilha sonora do filme.

## Lançamento
Distant atualmente não tem uma data de lançamento nos Estados Unidos. A Universal Pictures programou originalmente o filme para ser lançado nos cinemas dos Estados Unidos em 11 de março de 2022, 16 de setembro de 2022, e 27 de janeiro de 2023, antes de retirá-lo de sua programação de lançamento. A certa altura, o site da Amblin agendou o filme para lançamento em 19 de janeiro de 2024, mas em novembro de 2023, ele foi removido da programação.
O filme estreou no Vietnã, lançado pela CJ Entertainment em 12 de julho de 2024.